# Chetton
Chetton – wieś w Anglii, w hrabstwie Shropshire. Leży 28 km na południowy wschód od miasta Shrewsbury i 197 km na północny zachód od Londynu.